# 熊槩
熊槩（1385年—1434年），原姓胡，字元節，號芝山，江西豐城縣（今江西省豐城市）人。明朝政治人物。

## 生平
永乐九年（1411年）中式辛卯科二甲第六名進士。歷任廣東按察使、大理寺卿、右都御史，官至刑部尚書，卒於任內。